# Erie (Dakota del Nord)
Erie és una concentració de població designada pel cens dels Estats Units a l'estat de Dakota del Nord. Segons el cens del 2000 tenia 65 habitants.

## Demografia
Segons el cens del 2000, Erie tenia 65 habitants, 29 habitatges, i 18 famílies. La densitat de població era de 12,6 hab./km².
Dels 29 habitatges en un 20,7% hi vivien nens de menys de 18 anys, en un 55,2% hi vivien parelles casades, en un 3,4% dones solteres, i en un 37,9% no eren unitats familiars. En el 31% dels habitatges hi vivien persones soles el 17,2% de les quals corresponia a persones de 65 anys o més que vivien soles. El nombre mitjà de persones vivint en cada habitatge era de 2,24 i el nombre mitjà de persones que vivien en cada família era de 2,83.
Per edats la població es repartia de la següent manera: un 23,1% tenia menys de 18 anys, un 3,1% entre 18 i 24, un 16,9% entre 25 i 44, un 30,8% de 45 a 60 i un 26,2% 65 anys o més.
L'edat mediana era de 47 anys. Per cada 100 dones de 18 o més anys hi havia 108,3 homes.
La renda mediana per habitatge era de 41.250 $ i la renda mediana per família de 30.625 $. Els homes tenien una renda mediana de 27.500 $ mentre que les dones 18.750 $. La renda per capita de la població era de 13.165 $. Entorn del 17,4% de les famílies i el 14,6% de la població estaven per davall del llindar de pobresa.

## Poblacions més properes
El següent diagrama mostra les poblacions més properes.